# Cataonia
Cataonia (en griego Kαταoνία), una de las diez divisiones de Capadocia, es descrita por el geógrafo griego Estrabón, quien visitó esta región y la primera vez que la menciona es en un pasaje titulado Extensión y componentes del Tauro, donde dice que el Antitauro «muere en Cataonia». Se refiere a ella como una altiplanicie vacía. En otro pasaje informa que los cataonios y capadocios eran pueblos diferentes, así como su idioma y costumbres, pero que en su época (mediados del siglo I a. C.), según su testimonio, ya no existían ni siquiera indicios de todo aquello que había separado a ambos pueblos. Añade que tanto Capadocia como Cataonia tenía su propio stratēgós.
El término griego κoιλoν significa llanura rodeada por montañas, al sur por el monte Ámano, que es una ramificación de los Tauros cilicios; otra ramificación la forma el Antitauro, que se desprende en dirección contraria. Es muy productiva, pero carece de plantas de hoja perenne. A través de la llanura de Cataonia fluye el río Píramo, que tiene su fuente en el centro de la llanura, y es navegable, y asciende a la superficie después de fluir oculto por debajo de la tierra una larga distancia.
Según el geógrafo griego, Cataonia no tenía ciudades, solo fortalezas en las montañas, como la de Amázora y la de Dastarco, a la que bordeaba el río Cármalas, probablemente el actual Zamantı. Había un santuario bajo la advocación de Apolo Cataón. Claudio Ptolomeo enumera once ciudades, una de las cuales, Heraclea Cybrisa, está más allá de los límites de la Cataonia de Estrabón. De hecho la Cataonia de Ptolomeo, si hay algo de verdad en ello, es una división distinta del país. Comprendía las ciudades de Mut (Claudiópolis (Capadocia)|Claudiópolis), Coxon, mencionada en el Itinerario de Antonino, que es la actual Göksun,junto al río Göksu, que fluye desde el oeste, y se une al Píramo en la margen derecha más abajo de la confluencia del Cármalas y Píramo. Los habitantes de Cataonia eran considerados por los antiguos del resto de capadocios como un pueblo diferente, pero Estrabón no pudo observar ninguna diferencia en las costumbres o en la lengua.
A Ariarates III, le cedió Cataonia en el año 255 a. C., su suegro, el rey seléucida Antíoco II Theos. Estrabón atribuye a Ariarates la unión de capadocios y cataonios.